# 箱根町立温泉小学校
箱根町立温泉小学校（はこねちょうりつ おんせんしょうがっこう）は、神奈川県足柄下郡箱根町宮ノ下にあった公立小学校。2008年（平成20年）3月に閉校し、同年4月に「箱根小学校」や「宮城野小学校」と共に「箱根の森小学校」として統合された。跡地は後年「箱根町立温泉幼稚園」となったが、2017年（平成29年）3月に廃園となった。跡地には箱根恵明学園が移転し、2019年（令和元年）5月22日竣工。27日より新校舎での授業を開始した。

## 入浴指導
校内に温泉があり、カリキュラムとして温泉への入浴の時間があった。「裸の付き合い」を通じ、体の発育や健康などについて学んでいた。

### 目的
- 正しい入浴のしかたを学ぶ
- 健康保持
- 良き人間関係をつくる
- 体の発育についてを学ぶ

## 沿革
1923年9月1日には関東大震災が発生し、本校の校舎は全壊こそ免れたものの大きく損壊、分教場に関しては倒潰した。また、尋常科生8人と高等科生2人の計10人が犠牲となった。本校がある宮ノ下地区は、山崩れや火災が発生するなど箱根町で最も被害が深刻だっただけに、犠牲者10人のうち9人を占めた。校舎の被災に伴い1か月ほど臨時休校した。

### 年表

#### 友禎館支校時代（1873年-1878年）
- 1873年（明治6年）5月 - 常泉寺を仮校舎として、友禎館支校が開校[7]。

#### 底倉・大平学校時代（1878年-1894年）

##### 底倉学校
- 1878年（明治11年） - 友禎館支校の廃止にあわせて開校[4]。
- 1881年（明治14年）1月19日 - 温泉旅館・仙石屋から出火した火災により、校舎が焼失[8]。
- 現：富士屋ホテル（箱根町宮ノ下359番地）の敷地内に校舎を落成[9]。
- 1883年（明治16年）
  - 3月 - 校舎が全焼。富士屋ホテル創業者・山口仙之助の物置を借用して授業を開始[10]。
  - 6月 - 新校舎を落成し、移転[11]。
  - 12月11日 - 宮ノ下一帯を襲った火災で校舎が類焼。その後常泉寺を仮教場とする[12]。

##### 大平学校
- 1878年（明治11年） - 友禎館支校の廃止にあわせ、林泉寺を教場として開校[9]。
- 1884年（明治17年） - 林泉寺の下に校舎を落成し、移転[13][14]。開校式を挙行[9]。

#### 尋常温泉小学校発足以降（1894年-2008年）
- 1894年（明治27年）1月25日 - 底倉学校と大平学校を統合し、「尋常温泉小学校」として仙人台に開校（校地は155坪）[15][13]。
- 1898年（明治31年）6月 - 大雨により崖崩れが発生し、校舎が大損壊[16]。
- 1907年（明治40年） - 高等科を開設[16]。校地を416坪拡張し、校舎を54.5坪分増築[13]。
- 1908年（明治41年）4月1日 - 小学校令の改正に伴い、「尋常高等温泉小学校」に改称[4]。
- 1910年（明治43年）8月10日 - 大雨により校舎裏で土砂崩れが発生し、増築校舎が全壊[16]。
- 1911年（明治44年）11月12日 - 宮ノ下413番地に新校舎を落成し、移転[17]。大平台353番地に大平台分教場を開設（校地は本校853坪、分教場41坪）[18][16][19]。
- 1922年（大正11年）7月12日 - 校旗を作成[4]。
- 1923年（大正12年）
  - 4月1日 - 「温泉尋常高等小学校」に改称[4]。
  - 9月1日 - 関東大震災により、本校校舎は大損壊、分教場は全壊、10人の児童が犠牲となる[4]。
- 1924年（大正13年）
  - 9月10日 - 被災した校舎を修復[4]。
  - 12月29日 - 陸軍省より宮の下憲兵屯所1棟と馬小屋1棟の払い下げを受け、教室などに改造[4]。
- 1927年（昭和2年）5月23日 - 運動場を拡張[4]。
- 1928年（昭和3年）12月16日 - 講堂兼雨天体操場（74坪）を落成[4]。
- 1930年（昭和5年）
  - 8月20日 - 民間人の土地を買収し、運動場を3畝18歩分拡張[4]。
  - 11月26日 - 北伊豆地震により講堂が傾き、また講堂裏の石垣が崩壊（同年12月28日修復完了）[20]。
- 1931年（昭和6年）9月25日 - 4教室分を増築[20]。
- 1935年（昭和10年）4月 - 青年学校令施行に伴い、温泉村立青年学校を併設[21]。
- 1937年（昭和12年）3月31日 - 新校舎を落成[20]。
- 1941年（昭和16年）4月1日 - 国民学校令施行に伴い、「温泉村国民学校」に改称[20]。
- 1947年（昭和22年）
  - 4月1日 - 学校教育法施行に伴い、「温泉村立温泉小学校」に改称[20]。
  - 12月1日 - 給食を開始[20]。
- 1951年（昭和26年）10月15日 - 校歌を制定（作詞：福田正夫、作曲：笈田光吉）[20]。
- 1952年（昭和27年）10月 - 優良子供銀行として県知事より表彰[22]。
- 1954年（昭和29年）
  - 7月19日 - 浴場を設置[20]。
  - 8月 - 貯水槽兼プールを使用開始[22]。
- 1955年（昭和30年）11月 - 全国信用金庫協会より子ども銀行が表彰[23]。
- 1956年（昭和31年）
  - 3月 - 講堂を増築[23]。
  - 9月30日 - 町村合併に伴い、「箱根町立温泉小学校」に改称[20]。
- 1958年（昭和33年）4月8日 - 大平台分校を統合[24]。
- 1960年（昭和35年） - 町立温泉幼稚園を併設（1961年3月まで）[25][23]。
- 1962年（昭和37年）9月27日 - 運動場を拡張[20]。
- 1969年（昭和44年）12月1日 - 昭和44年度県一健康優良学校として表彰[20]。
- 1971年（昭和46年）
  - 5月 - 愛鳥活動を機に神奈川県愛鳥モデル校に指定され、優良校となる[23]。
  - 10月14日 - 子ども銀行が大蔵大臣日銀総裁賞を受賞[26]。
- 1972年（昭和47年）3月15日 - 講堂を解体し、屋内運動場を落成[27]。
- 1976年（昭和51年）12月7日 - 学校給食優良校として文部大臣賞を受賞[26]。
- 1979年（昭和54年）10月17日 - 子ども銀行が大蔵大臣日銀総裁賞を受賞[28]。
- 1989年（平成元年）1月30日 - 新校舎を落成[1]。
- 2008年（平成20年）3月31日 - 箱根の森小学校への統合に伴い、閉校。

## 施設概要
主な施設を掲載。
- 校舎（4,233 m2） - 1989年竣工の鉄筋コンクリート造一部鉄骨造・地下1階地上3階建て[1]。
- 屋内運動場
- プール
- 校庭

## 学区
- 箱根町
  - 宮ノ下地区
  - 小涌谷地区
  - 大平台地区

出典：

## 進学先の中学校
公立中学校の場合。
- 箱根町立箱根明星中学校

## アクセス

### 鉄道
- 箱根登山鉄道（当時）・鉄道線
  - 小涌谷駅から徒歩で約16分
  - 宮ノ下駅から徒歩で約18分

### バス
- 「上底倉」バス停（箱根登山バス・伊豆箱根バス）から徒歩で約7分

## 周辺
- 箱根神社
- 常泉寺
- 富士屋ホテル

## 著名な出身者
- 松尾駿 - お笑い芸人、チョコレートプラネット[30]
- 松尾和子 - 歌手